# Захарбеков, Александр Алексеевич
Александр Алексеевич Захарбеков (?—1887) — русский педагог; директор Рыбинской прогимназии.

## Биография
Высшее образование получил на историко-филологическом факультете Московского университета, курс в котором окончил со степенью кандидата и серебряною медалью за сочинение «De casuum latinae linguae usu, quo a rossico differt» (1866).
После университета А. А. Захарбеков состоял преподавателем классических языков во Владимирской гимназии, а затем до середины 1884 года занимал должность директора Рыбинской прогимназии. 
Умер 23 мая (4 июня) 1887 года в Москве. 
Среди его изданных работ:
- Эвтифрон : Диалог Платона : С примеч. и словарем / Изд. Захарбеков и Гайчман, преп. древних яз. при Тул. гимназии. — Москва : бр. Салаевы, 1872. — 70 с.
- Речи Цицерона против Катилины» (с примечаниями и словарем). — М., 1873 (вместе с Гайчманом)
- История римской литературы в таблице / составил А. Захарбеков инспектор Владимирской гимназии (по Фрейнду). — Владимир : Тип. Губернской земской управы, 1874. — 1 л. в слож. виде